# Austrisch
Austrisch ist eine zuerst 1906 von Wilhelm Schmidt vorgeschlagene Makrofamilie, die mehrere Sprachfamilien Südostasiens und des Pazifikraumes umfasst. Ein allgemein anerkannter Beweis für eine genetische Verwandtschaft der fraglichen Sprachen wurde bisher nicht erbracht. Die Makrofamilie wird daher nur von wenigen Forschern als genetische Einheit anerkannt.

## Die Komponenten des Austrischen
Nach Merritt Ruhlen 1991 besteht die austrische Makrofamilie aus folgenden Komponenten:
- Austrisch
  - Hmong-Mien (früher Miao-Yao-Sprachen genannt)
  - Austroasiatisch
  - Tai-Kadai
  - Austronesisch

Die vier Komponenten sind allgemein anerkannte Sprachfamilien, deren Gliederung den jeweiligen Artikeln zu entnehmen ist. Ruhlen sieht – basierend auf einem Vorschlag von Joseph Greenberg – eine etwas nähere Verwandtschaft zwischen Tai-Kadai und Austronesisch, die er deswegen zur Einheit Austro-Tai zusammenfasst.

## Historische Entwicklung der austrischen Hypothese
Die genetische Verwandtschaft der Sprachen Südostasiens und des Pazifikraumes blieb bis zur Mitte des 19. Jahrhunderts weitgehend im Dunkeln, danach wurde das Bild nur zögerlich erhellt. Es dauerte fast 100 Jahre, bis die heutigen regionalen Sprachfamilien etabliert und klassifiziert waren. Ein Hindernis auf dem Weg der richtigen Klassifizierung war die lange angenommene Verwandtschaft der Tai- und Hmong-Mien-Sprachen mit dem Sinotibetischen, die sich erst nach und nach als falsch herausstellte (und heute noch in populären Werken zu finden ist).

### Wilhelm Schmidt
1906 schlug Pater Wilhelm Schmidt das Austroasiatische als Zusammenfassung der Mon-Khmer-Sprachen mit den Munda-Sprachen vor (letztere hatte man bis dahin für dravidisch gehalten), benannte die malayo-polynesischen Sprachen in austronesische Sprachen um und fasste beide zur neuen größeren Einheit Austrisch zusammen. Allerdings machte Schmidt nach heutiger Kenntnis mehrere Fehler: die austronesischen Cham-Sprachen klassifizierte er als austroasiatisch, das austroasiatische Vietnamesische zählte er weiterhin zum Sinotibetischen, die eigenständigen Tai- und Hmong-Mien-Sprachen blieben für ihn ebenfalls sinotibetisch.
In einem späteren Aufsatz aus dem Jahre 1930 stellte Schmidt die Vermutung auf, dass das Japanische zu den austrischen Sprachen gezählt werden kann. Er stützte sich dabei vor allem auf von ihm festgestellte Ähnlichkeiten im Wortschatz zwischen dem Japanischen und den austronesischen Sprachen. Die Klassifikation des Japanischen als austrische Sprache wurde jedoch nicht weiterverfolgt; lediglich die Annahme einer Verwandtschaft des Japanischen mit der austronesischen Sprachfamilie wurde gelegentlich von einigen Sprachforschern diskutiert (z. B. Benedict 1975).

### Paul Benedict
In den frühen 1940er Jahren begann Paul Benedict mit der Untersuchung der südostasiatischen Sprachen. Er erkannte die Kadai-Gruppe in Südchina und fügt sie richtig den Tai-Sprachen hinzu, die jetzt also eine Tai-Kadai-Gruppe bildeten. Weiterhin stellte er Gemeinsamkeiten zwischen dem Tai-Kadai und dem Austronesischen fest und fasste diese zu einer Makrogruppierung zusammen, der er den Namen „Austro-Tai“ gab. Weiterhin akzeptierte er vorläufig Schmidts Austrisch als Austro-Tai übergeordnete Sprachfamilie und erweiterte diese zudem – unter Vorbehalt – um die Hmong-Mien-Sprachen:
Austrisch nach Benedict 1942
- Austrisch
  - Hmong-Mien
  - Austroasiatisch
    - Mon-Khmer
    - Viet-Muong
    - Munda

  - Austro-Tai
    - Tai-Kadai
    - Austronesisch

Wie schon an Schmidts kleinerem Ansatz wurde an Benedicts Groß-Austrisch heftige Kritik geübt. Die Beweise für diese große Gruppierung werden allgemein als sehr schwach angesehen. 1975 gab Benedict die austrische Hypothese zugunsten einer erweiterten Form der Austro-Tai-Hypothese komplett auf.

### Merritt Ruhlen
Merritt Ruhlen geht – basierend auf der Arbeiten Greenbergs – in seinem vielzitierten Werk A Guide to the World's Languages von 1991 vom umfassenden Austrisch nach Benedict 1942 aus, das er wie folgt gliedert:
Austrisch nach Greenberg 1980 und Ruhlen 1991
- Austrisch
  - Hmong-Mien
  - Austroasiatisch
  - Austro-Tai
    - Tai-Kadai
    - Austronesisch

### Aktueller Stand
Obwohl durch Ruhlen weit verbreitet, konnte sich die austrische Makrofamilie kaum durchsetzen. Die große Mehrheit der Forscher geht wieder von vier separaten Sprachfamilien Südostasiens aus. Ein wichtiger Beitrag zum Thema ist der Artikel Far Eastern Languages (1991) von Søren Egerod.
Ein Hauptproblem bei der Klärung der austrischen Hypothese ist bis heute der stark unterschiedliche Stand der Erforschung der einzelnen Sprachfamilien und insbesondere das teilweise Fehlen der Rekonstruktion einer Protosprache. Während die Protosprachen des Austronesischen und Tai-Kadai zu einem gewissen Grade rekonstruiert werden konnten, fehlt für das Austroasiatische und besonders die Hmong-Mien-Sprachen bisher eine Rekonstruktion der Protosprachen noch weitgehend.